# Trachusa carinata
Trachusa carinata är en biart som först beskrevs av Wu 1962.  Trachusa carinata ingår i släktet hartsbin, och familjen buksamlarbin. Inga underarter finns listade i Catalogue of Life.